# Prąd uziomowy
Prąd uziomowy - {\displaystyle I_{E}} prąd jaki przepływa przez impedancję układu uziomowego do ziemi.